# Общественный транспорт Алма-Аты
Общественный транспорт Алма-Аты — система городского пассажирского транспорта города Алма-Ата. Общественный транспорт Алма-Аты представлен автобусами, троллейбусами и метрополитеном. Вплоть до 31 октября 2015 года также действовал трамвай. 

## История
К концу 1920-х годов на смену гужевому транспорту постепенно приходит автомобильный. Первый опыт создания городской автолинии относится к 1906 году, когда в Верном существовала автомастерская и курсы шоферов Карпа Овчарова, горюче-смазочные склады «Братьев Нобель». Первые автобусные маршруты в Алма-Ате были открыты в 1927 году. Они связали Большую Алматинскую станицу с урочищем Медеу, Алма-Ату с Жаркентом. С расширением городской территории количество автобусных, троллейбусных и трамвайных маршрутов значительно увеличилось. Удобная планировка улиц позволила широко развить городское пассажирское сообщение. Находясь под непосредственным управлением государства — Министерств жилищно-коммунального хозяйства и Автомобильного транспорта Казахской ССР, городской пассажирской транспорт города получил бурное развитие, постоянно совершенствовался и обновлялся вплоть до распада СССР. По состоянию на 1989 год каждый день на городских и междугородних маршрутах общей протяженностью свыше 10 тысяч километров курсировало более полутора тысяч комфортабельных автобусов; на 90-километровой трассе курсировало свыше 100 трамвайных вагонов; свыше 300 троллейбусов перевозило пассажиров по маршрутам протяженностью около 220 км.

### Постсоветский период
Развал СССР и обретение Казахстаном независимости способствовало появлению в республике консультантов из США, целью деятельности которых было скорейшее проведение экономических реформ, заключающихся в разгосударствлении и приватизации государственной и коммунальной собственности, а также выдача займов под проценты. В 1993—1994 годах одним из первых проектов Всемирного банка в республике стало предоставление государству займа на обновление подвижного состава общественного транспорта, в результате которого в город были поставлены новые автобусы MAN. После поставки новых автобусов Алматинское автобусное и Трамвайно-троллейбусное предприятия и их имущество были переданы из под республиканского министерского управления и собственности в коммунальную городскую собственность при городской администрации Алма-Аты. После чего в 1999 году по рекомендации иностранных консультантов сектор автобусных перевозок общественного транспорта Алма-Аты подвергся приватизации, государственные автобусные парки города в количестве 8 единиц были проданы в частные руки. В период 1999—2004 годы с прекращением государственной деятельности и управления в области городских автобусных перевозок возникло 48 частных предприятий, насчитывающих 3304 единиц подвижного состава. На улицах города появились множество маршруток-газелей и новых дополнительных маршрутов. В середине 2000-х некоторыми частными перевозчиками был закуплен подвижной состав, состоящий из моделей новых автобусов Daewoo BS090 и Hyundai New Super AeroCity, а также б/у MAN SL202 и Mercedes-Benz O405. В дальнейшем обновление подвижного состава автобусов частными перевозчиками практически прекратилось, подвижной состав стал стремительно устаревать. В 2010-х годах лишь два частных перевозчика частично обзавелись новыми автобусами модели Daewoo BS106 (СемАЗ) и Hyundai New Super AeroCity.